# Ulrich von Behr-Negendank

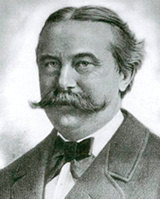
Ulrich von Behr Negendank

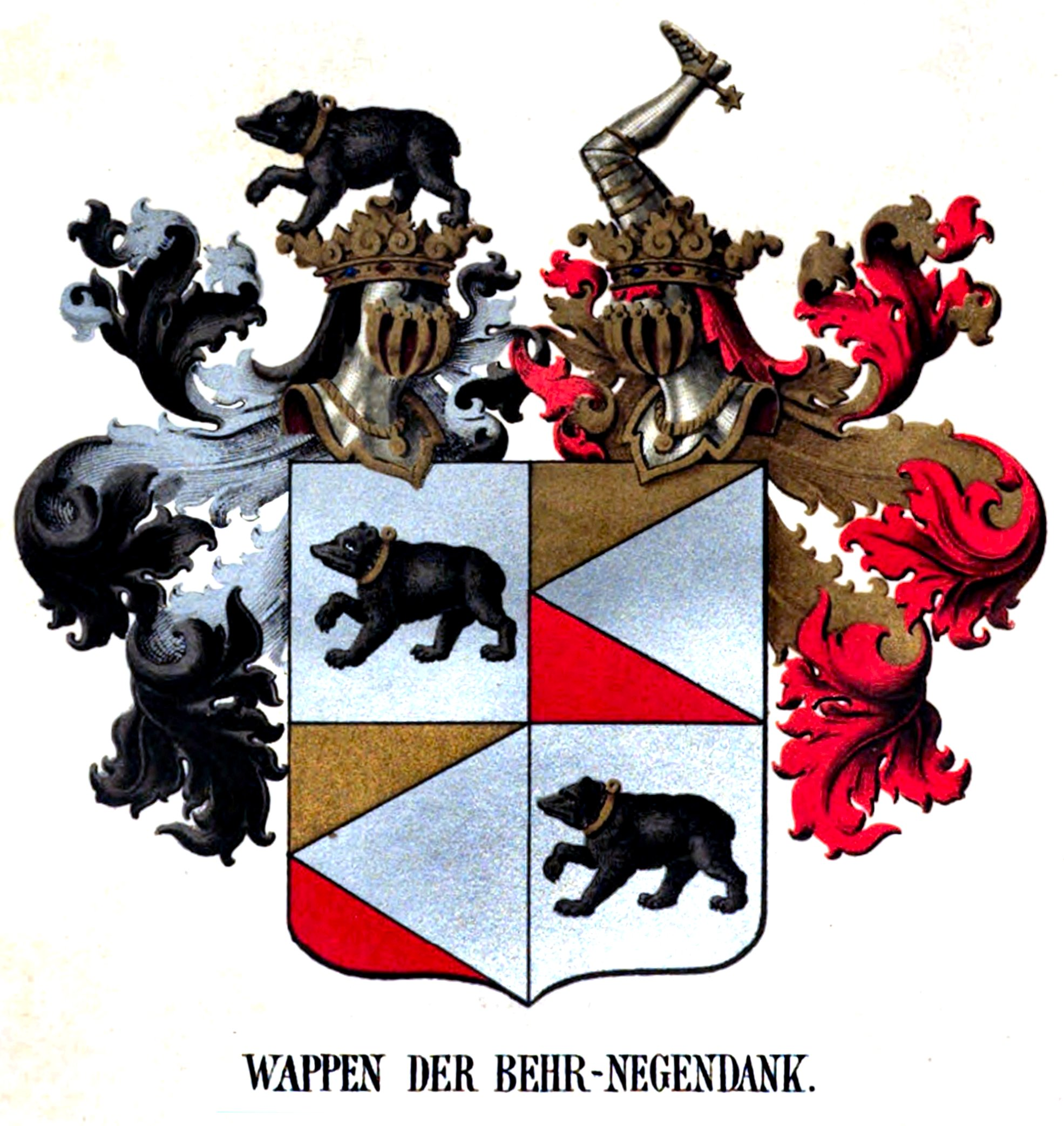
Wappen

Ulrich Carl August Wilhelm Hermann Axel Graf von Behr Negendank (* 9. Mai 1826 in Semlow; † 8. September 1902 ebenda) war ein deutscher Gutsbesitzer und Politiker in Pommern. Die ursprüngliche Schreibweise des Namens war „von Behr Negendanck“; sie wird heute aber selten verwendet.

## Leben

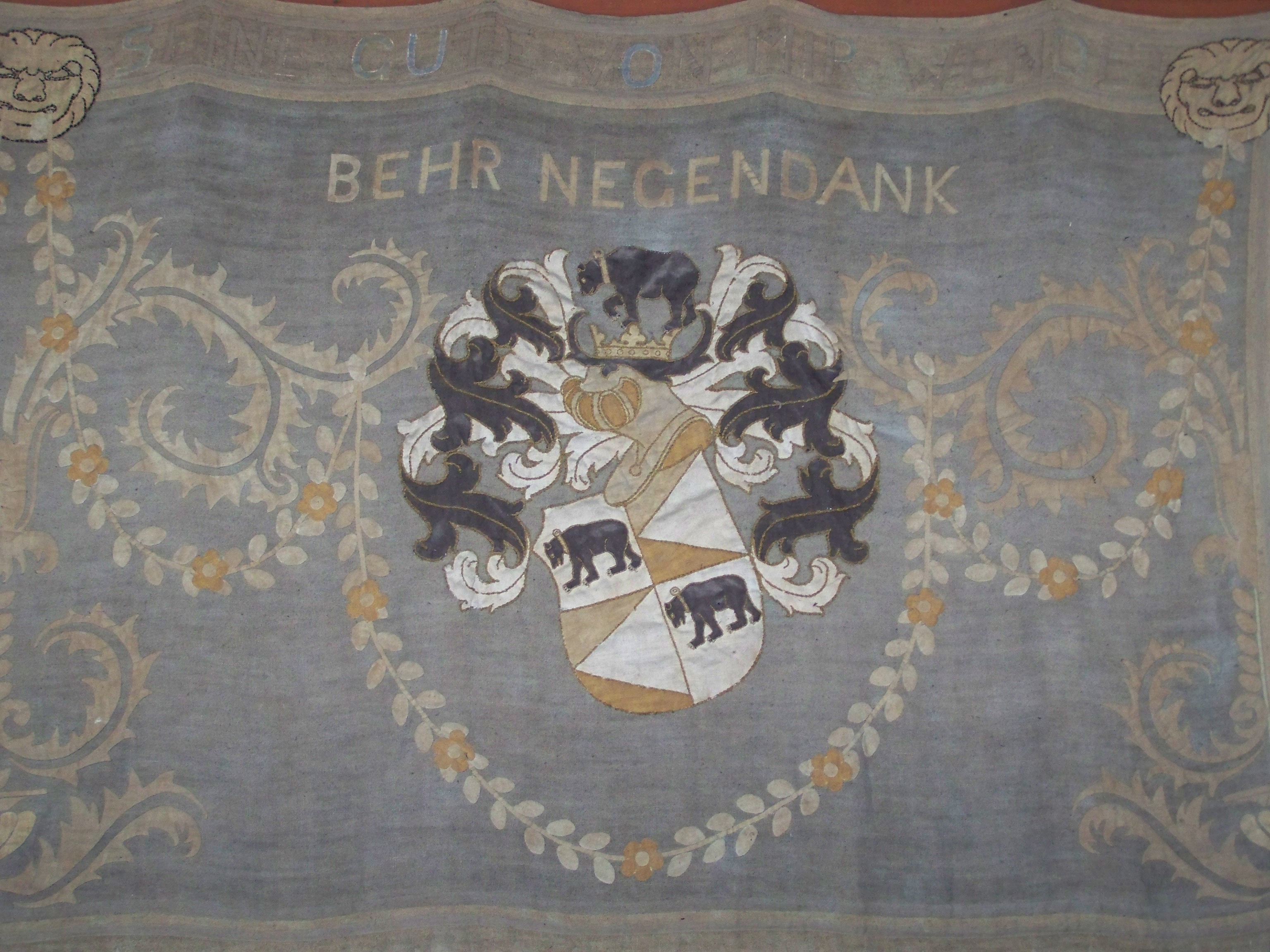
Wappen Behr Negendanks in der Marienkirche (Brandshagen)

Ulrich von Behr Negendank war der Sohn des Gutsbesitzers und Politikers Carl von Behr-Negendank, einem Mitglied des Rügenschen Zweigs der Adelsfamilie Behr. Er absolvierte nach Beendigung seiner schulischen Ausbildung am St. Katharinen-Gymnasium in Stralsund (Abitur: Michaelis 1844) ein Studium der Rechtswissenschaften in Heidelberg, das er später in Berlin fortsetzte. Bereits während seiner Studienzeit als auch danach führte er Reisen in das europäische Ausland durch. Im September 1852 sowie im Mai 1853 hielt er sich in Kleinasien auf, wo er zusammen mit Ludwig Spiegelthal, dem preußischen Konsul in Smyrna, in der Gegend von Sardes archäologische Untersuchungen durchführte.
1853 kehrte er nach Semlow zurück; er war mit seiner Volljährigkeit Eigentümer der väterlichen Besitzungen geworden, sein voller Titel lautete nun bis zur Erhebung in den preußischen Grafenstand 1861: Ulrich von Behr Negendanck zu Semlow und Herr der Güter Behrenwalde, Katzenow, Palmzin, Carlshof, Woosen, Stormsdorf, Weitenhagen, Koitenhagen, Kranichshof und Dölitz Erb-, Burg- und Schlossgesessen. 1854 heiratete er Elma Gräfin zu Inn- und Knyphausen (* 1834) aus Lütetsburg, eine Schwester von Edzard zu Innhausen und Knyphausen.
1861 wurde er vom preußischen König zum Grafen erhoben. Mit Kabinettsorder vom 4. Juli 1868 wurde die Grafenwürde durch königlichen Erlass auf seine gesamte eheliche Nachkommenschaft ausgedehnt. Im selben Jahr erfolgte die Erweiterung des Familienfideikommisses Semlow um die Güter Behrenwalde (Weitenhagen (Landkreis Vorpommern-Rügen)), Katzenow (Drechow) und Koitenhagen (Weitenhagen (Landkreis Vorpommern-Rügen)).
Im Laufe der Zeit bekleidete von Behr N. verschiedene Ämter. So war er von 1867 Landrat des Kreises Franzburg. Ab 1869 wurde er Regierungspräsident im Regierungsbezirk Stralsund. Von 1858 bis 1868 gehörte er dem Provinziallandtag der Provinz Pommern an.  Ab 1868 war er als Inhaber des erweiterten Fideikommisses Semlow erbliches Mitglied des Preußischen Herrenhauses. In der ersten und fünften Wahlperiode war er für die Freikonservative Partei Mitglied des Reichstages. In der Zeit von 1883 bis 1891 war er Oberpräsident der Provinz Pommern in Preußen. 1885 baute er das Gutshaus Katzenow bei Drechow. 1891 zog er sich aus dem aktiven Staatsdienst zurück und begab sich in den Ruhestand.

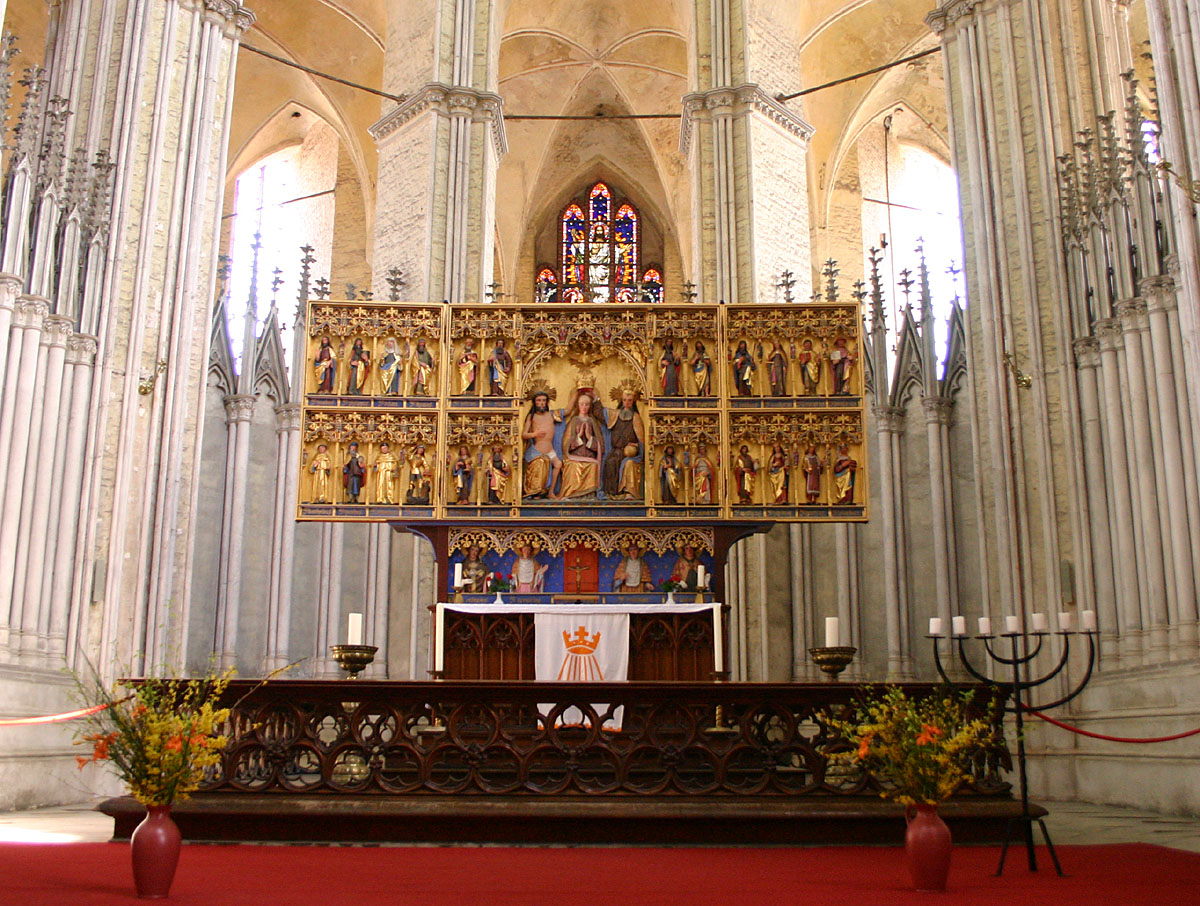
Der Marienkrönungsaltar in St. Marien zu Stralsund

Behr Negendank war Rechtsritter des Johanniterordens.
Neben seiner politischen Karriere machte er sich als Kunstsammler sowie bei der Gestaltung von Landschaftsgärten einen Namen. So erwarb er Kupferstiche, Porzellan und Bücher. Um 1860 ließ er als Kirchenpatron die Semlower Kirche durch Carl Julius Milde grundlegend restaurieren. Der Landschaftspark und die Schlossgärten in Semlow entstanden auf seine Initiative hin.
Er erwarb 1870 den alten Familienaltar derer von Behr von der Gemeinde Deyelsdorf und ließ ihn restaurieren. 1881 wurde der Altar in Semlow in der im selben Jahr vom Grafen von Behr Negendank für sich gebauten Gruftkapelle aufgestellt. Nach dem Zweiten Weltkrieg wurde der Marienkrönungsaltar nach Stralsund gebracht, wo er heute in der Marienkirche steht.

## Familie
Er heiratete am 20. Mai 1854 in Berlin die Gräfin Elma Sophie Elisabeth Amalie zu Innhausen und Knyphausen (* 11. Juni 1834; † 1. April 1919), eine Tochter des hannoverschen Gesandten Carl Wilhelm Georg zu Innhausen und Knyphausen (1784–1860) und dessen Ehefrau Luise, geborene Gräfin von Kielmannsegg (1798–1874). Das Paar hatte mehrere Kinder:
- Elma Sophie Luise Karoline Hyma Auguste (1855–1939) ⚭ Graf Arthur Karl Ludwig Friedrich von Klinckowstroem (1848–1910), preußischer General der Kavallerie
- Albertine (1856–1888) ⚭ 1876 Graf Wilhelm Matthias Ludwig Friedrich Karl von Jagow (1838–1919), Sohn von Friedrich Wilhelm von Jagow
- Elisabeth Henriette Pauline Luise Alexandra (1861–1936) ⚭ 1883 Graf Theodor Wilhelm Eberhard Johannes von Bismarck-Bohlen (1854–1894), Sohn von Friedrich Alexander Graf von Bismarck-Bohlen aus dem Hause Carlsburg, preußischer General der Kavallerie
- August (Ludwig Friedrich Hugold Karl) (1866–1942), Fideikommissherr auf Semlow, Mitglied des preußischen Herrenhauses, Erbküchenmeister des Fürstentums Rügen und der Lande Barth, preußischer Kammerherr, preußischer Rittmeister d.R. ⚭ 1893 Cecilie Freiin von Maltzahn (1873–1960), Tochter von Adolf Freiherr von Maltzahn, Graf von Plessen, Majoratsherr auf Ivenack, Schloßgesessener auf Kummerow und Mitglied des Deutschen Reichstags, Erblandmarschall von Altvorpommern und Kommendator der Mecklenburgischen Genossenschaft des Johanniterordens, und dessen Ehefrau Elisabeth Charlotte, geborene von Meyerinck

## Ehrungen
von Behr Negendank wurde 1890 Ehrenbürger der Stadt Stralsund und 1891 der Stadt Stettin.

## Werke
- mit Julius von Bohlen: Die Personalien und Leichen-Processionen der Herzöge von Pommern und ihrer Angehörigen aus den Jahren 1560 bis 1663. Verlag des Waisenhauses, Halle 1869. (Digitalisat in der Digitalen Bibliothek Mecklenburg-Vorpommern)
- Georg Christian Friedrich Lisch (Hrsg.): Urkunden und Forschungen zur Geschichte des Geschlechts Behr. Band 1–4 Schwerin: Stiller, 1861–1868. Band 5–6 herausgegeben von Ulrich Graf Behr-Negendank. Stargardt, Berlin 1894–1897.